# Grupo RIC
Grupo RIC (sigla de Rede Independência de Comunicação) é um conglomerado de mídia brasileiro com sede na cidade de Curitiba, Paraná, fundado na década de 1980 pelo empresário Mário Gonzaga Petrelli.